# Plagithmysus jacobii
Plagithmysus jacobii là một loài bọ cánh cứng trong họ Cerambycidae.